# Programa de formació i inserció
Els programes de formació i inserció són voluntaris i estan adreçats als joves que compleixin com a mínim 16 anys i com a màxim 21 en l'any d'inici del programa, que hagin deixat l'educació secundària obligatòria (ESO) sense obtenir-ne el títol i que, en el moment d'iniciar els programes, no segueixin estudis en el sistema educatiu ni participin en altres accions de formació.
La finalitat d'aquests programes és proporcionar a aquests joves la possibilitat d'incorporar-se de nou al sistema educatiu per continuar estudis de formació professional. Han de facilitar, també, l'aprenentatge imprescindible per accedir al mercat de treball amb millors possibilitats d'obtenir una ocupació qualificada i duradora.
Tenen una durada total de 1.000 hores, un curs acadèmic.
Els programes de formació i inserció s'estructuren en:
- Mòduls de formació professional, per a l'assoliment de les competències professionals, que inclouen un mòdul de pràctiques en alternança en centres de treball.
- Mòduls de formació general per a l'adquisició de competències instrumentals bàsiques.
- Accions de seguiment i orientació de l'alumne.